# Karriereanker
Karriereanker (englisch career anchor) bezeichnet eine Kombination persönlicher Kompetenzen (Talente), Motive und Werte, die den Kern einer Persönlichkeit („real self“) repräsentieren und die berufliche Entwicklung entscheidend prägen. Edgar Schein hat in einer Langzeitstudie (seit 1961) die tatsächliche berufliche Entwicklung von Absolventen der Sloan School of Management des Massachusetts Institute of Technology erforscht und dabei acht Karrieremöglichkeiten (Karriereanker) gefunden. Diese Karriereanker findet man in vielen Berufen – von Managern über Ärzte, Anwälte, Berater, Polizisten bis hin zu Mitarbeitern in der Produktion. Eine auf die deutsche Kultur anwendbare Version wurde am Institut für Management-Innovation entwickelt und validiert.

## Hintergrund: Wertewandel und demographische Entwicklung
Der Wertewandel in den neuen Generationen und die demographische Entwicklung rücken die Frage in den Vordergrund, wie Unternehmen (und andere Organisationen) ihre Attraktivität für leistungsstarke und talentierte Mitarbeiter erhöhen können, und wie man diese Mitarbeiter sinnvoll fördern, motivieren und binden sollte. Anreize, die die traditionelle hierarchische „Laufbahn“ bietet, verlieren zunehmend an Bedeutung. Gleichzeitig nimmt die Anzahl von Führungspositionen bei flachen Hierarchien ab. Das führt zu der Frage, welche Perspektiven man den talentierten und zugleich leistungsstarken Mitarbeitern bieten kann.
Einen Vorschlag liefert John Holland. Demnach sollten Menschen, um erfolgreich zu sein, eine berufliche Entwicklung wählen, die ihren Interessen entspricht. Edgar Schein geht einen Schritt weiter und meint, dass Entscheidungen über die berufliche Zukunft einfacher und valider sind, wenn man ein klares Verständnis der eigenen Werte, Kompetenzen und Persönlichkeitsmerkmale hat – sich also seines Karriereankers bewusst ist.
Ein weiteres Problem ist die verbreitete Praxis, einerseits die „besten“ Fachleute wie zum Beispiel Ingenieure, Ärzte, Verkäufer, Verwaltungsexperten zu Führungskräften zu befördern, obwohl sie die dazu notwendigen Voraussetzungen (Führungskompetenzen und Persönlichkeitsmerkmale) nicht mitbringen; andererseits verfügen viele Mitarbeiter über Führungstalent, werden aber mit reinen Fachaufgaben beschäftigt. Derartige Widersprüche, die meist durch externe Anreize und scheinbare Sachzwänge zustande kommen, wirken frustrierend, weil man Aufgaben wahrnimmt, die den persönlichen Fähigkeiten und Werten nicht entsprechen. Es entsteht das Gefühl der Entfremdung: „this is not really me“.

## Die acht Karriereanker
Nach traditioneller Sicht gibt es neben der (hierarchischen) Führungslaufbahn noch die Fach- und Projektlaufbahn. Die Studien von Edgar Schein haben gezeigt, dass in der Praxis acht verschiedene Karrieremöglichkeiten (Karriereanker) existieren.
- Technische/funktionale Kompetenz

Personen mit diesem Karriereanker haben eine starke Motivation für Aufgaben einer bestimmten Art. Es handelt sich um ausgesprochene Experten (Spezialisten). Beispiele sind Steuerberater, Fachanwälte, Herzchirurgen, Fachverkäufer, Programmierer, Wissenschaftler, Handwerker, Finanzanalysten. Sie identifizieren sich mit ihrer Aufgabe. Karriere bedeutet für diese Personen einen Zugewinn an Spezialwissen oder Fachkompetenz. Sie erwarten Anerkennung und Wertschätzung ihres Fachwissens, das sie kontinuierlich weiterentwickeln. Diese Wertschätzung ist dann besonders wichtig, wenn sie von anderen Experten auf dem gleichen Gebiet kommt.
- General-Management-Kompetenz

Diese Personengruppe sieht in der Spezialisierung eine Falle. Sie will das Fachwissen verschiedener Disziplinen und Funktionen koordinieren und auf ein bestimmtes (gemeinsames) Ziel ausrichten (Beitrag zum Unternehmenserfolg). Dazu müssen die Vertreter dieses Karriereankers über funktionales Fachwissen (Beschaffung, Produktion, Vertrieb, Marketing) verfügen, um mit den funktionalen Experten kommunizieren zu können. Priorität hat nicht das Wissen, das in die Tiefe, sondern das in die Breite geht. Ihre wichtigsten Motive und Werte sind Gestaltung, Verantwortung, Führung und (sozialer) Aufstieg. Die wichtigsten Fähigkeiten sind analytisches Denkvermögen, Entscheidungsstärke und Emotionale Intelligenz.
- Autonomie/Unabhängigkeit

Für Menschen mit diesem Karriereanker bedeutet Karriere und Weiterentwicklung einen Zugewinn an Selbstständigkeit und Unabhängigkeit. Sie können es nur schwer ertragen, wenn ihr Vorgesetzter ihnen sagt, was zu tun ist, Regeln vorgibt und über ihr Gehalt oder Arbeitszeit entscheidet. Für sie ist eine Organisation mit festgelegten Prozessen, Verhaltensregeln und „Vorschriften“ wie ein Goldener Käfig. Am wenigsten können sie Kontrolle durch ihren Chef ertragen. Vertreter dieses Karriereankers findet man besonders häufig in den freien Berufen sowie im Kleingewerbe und Handwerk.
- Sicherheit/Stabilität

Diese Personen legen einen besonders großen Wert auf Sicherheit und Vorausschaubarkeit der zukünftigen (beruflichen) Entwicklung. Mit zunehmendem Alter kommt der Wunsch nach finanzieller Sicherheit hinzu. Sie bevorzugen Unternehmen, die eine lebenslange Beschäftigung garantieren und klar definieren, was konkret zu tun ist, um einen Schritt voranzukommen. Diese Sicherheit und Verlässlichkeit des Unternehmens honorieren sie mit einer besonders großen Loyalität. Mit ihrer Beständigkeit und Zuverlässigkeit können sie sich von „einfachen“ Angestellten bis hin zu oberen Führungsebenen entwickeln.
- Unternehmerische Kreativität

Menschen mit diesem Karriereanker sind davon besessen, Geschäftsideen in die Praxis umzusetzen. Das können neue Produkte oder Dienstleistungen oder Modifikationen existierender Angebote sein. Um das zu realisieren, sind sie bereit, auf Unabhängigkeit zu verzichten. In ihren Augen liegt das sprichwörtliche Geld auf der Straße, das man nur noch aufheben muss. Die wichtigste Antriebskraft dieser Menschen sind Besitz und Eigentum, die sie mit kreativen Ideen schaffen und darauf stolz sind.
- Serviceorientierung/Sinnstiftung

Durch ihre Arbeit wollen diese Menschen ihre persönlichen Idealvorstellungen realisieren und etwas Sinnvolles für andere Menschen oder für die Gesellschaft schaffen. Vertreter dieses Karriereankers findet man meistens in pflegenden, heilenden oder lehrenden Berufen. Hinzu kommen Stabsfunktionen in Unternehmen wie zum Beispiel Personalwirtschaft, Controlling, Marktforschung, Qualitätssicherung oder Aus- und Weiterbildung. Am wichtigsten ist das Gefühl, etwas Sinnvolles für andere Menschen zu tun.
- Reine Herausforderung

Der wichtigste Antrieb dieser Personengruppe ist der Wettbewerb. Das ist am besten vergleichbar mit Sportlern, die sich ständig mit Anderen messen wollen. Ein Beispiel ist ein Bergsteiger, der die größten Risiken und Anstrengungen auf sich nimmt, nur weil der Berg da ist. Diese Menschen wachsen mit ihren Herausforderungen und bevorzugen Probleme, die bislang niemand gelöst hat. Es können betriebliche, sportliche, künstlerische, politische oder finanzielle Herausforderungen sein.
- Lebensstil

Die besondere Anliegen dieser Menschen ist es, persönliche Bedürfnisse sowie Anforderungen des Berufs und der Familie zu integrieren. Hinzu kommt die Fähigkeit, vertrauensvolle Beziehungen zwischen verschiedenen Menschen und Interessengruppen zu schaffen. Vertreter dieses Ankers findet man besonders häufig im diplomatischen Dienst, in Holding-Strukturen im Lobbying und in der Öffentlichkeitsarbeit.